# كارلا إسترادا
كارلا إسترادا (بالإسبانية: Carla Estrada) هي منتجة تلفزيونية بيروفية، ولدت في 11 مارس 1956 في مدينة مكسيكو في المكسيك.

## وصلات خارجية
- كارلا إسترادا على موقع IMDb (الإنجليزية)
- كارلا إسترادا على موقع قاعدة بيانات الفيلم (الإنجليزية)